# Verdrängungsreaktion
Eine Verdrängungsreaktion (auch Verschiebungsreaktion) ist eine chemische Reaktion, bei der ein Stoff von einem anderen verdrängt wird.
{\displaystyle {\ce {XY + Z -> XZ + Y}}}
Im engeren Sinne bezieht sich diese Bezeichnung vorwiegend auf Säure-Base-Reaktionen: 
Im Allgemeinen verdrängt die stärkere Säure (beziehungsweise Base) die schwächere Säure (beziehungsweise Base) aus deren Salz. Allerdings kann auch eine schwächere, nicht- oder schwerflüchtige Säure (oder Base) eine leichtflüchtige stärkere Säure (oder Base) aus ihrem Salz verdrängen, da es sich hierbei um eine Gleichgewichtsreaktion handelt, bei der eine eventuell flüchtige Komponente ständig aus dem Gleichgewicht entfernt wird.
Die Reaktion beruht darauf, dass das Löslichkeitsprodukt mit einer starken Säure/Base i. d. R. niedriger ist, als jenes bei Salzverbindung mit einer Schwachen Säure/Base.
Bei doppelten Verdrängunsgreaktionen (auch Metathesereaktionen genannt) passiert das mit zwei Bestandteilen (meist Ionen) gleichzeitig. Häufig laufen solche Reaktionen in Lösung (zum Beispiel bei Fällungsreaktionen) ab oder es entsteht im Zuge der Reaktion Wasser (Neutralisationsreaktionen).
Als nucleophile Verdrängungsreaktion werden nucleophile Substitutionen bezeichnet, bei der eine Lewis-Base eine andere, schwächere Lewis-Base verdrängt.

## Beispiele für Verdrängunsgreaktionen
Bei der Nachweisreaktion für Acetate wird die schwache Essigsäure durch starke Säuren wie Schwefelsäure aus ihren Salzen verdrängt:
{\displaystyle \mathrm {CH_{3}COO^{-}+HSO_{4}^{-}\;{\overrightarrow {\leftarrow }}CH_{3}COOH+SO_{4}^{2-}} }
Acetat wird durch Hydrogensulfat protoniert. Es entsteht Essigsäure und Sulfat.
Die starke Säure Schwefelsäure setzt so auch aus Sulfiten Schwefeldioxid bzw. Schweflige Säure und aus Chloriden Chlorwasserstoff bzw. Salzsäure als die jeweils schwächere Säure frei. Konzentrierte Chlorwasserstoffsäure setzt nach dem gleichen Verdrängungsprinzip aus Sulfiden Schwefelwasserstoff und aus Cyaniden Cyanwasserstoff frei. Ätznatron als starke Base setzt aus Aminen und Ammoniumverbindungen die schwache Base Ammoniak frei.
Verdrängungsreaktionen kommen auch in anderen Bereichen der Chemie vor – so z. B. bei Komplexbildungsreaktionen durch Ligandenaustausch (der „stärkere“ Komplexbildner verdrängt den Schwächeren) sowie auch bei Adsorptions- und Desorptionsvorgängen. Adsorption ist die Anlagerung des Sorptivs an die Oberfläche des Sorbens – ein reversibler Gleichgewichtsprozess, der durch Konzentrationsänderungen, Temperatur oder Verdrängungsreaktionen beeinflusst und verschoben werden kann. Als Absorption bezeichnet man die irreversible Bindung, Aufnahme oder Einlagerung des Sorptivs an, durch oder in das Sorbens. Desorption ist der gegenläufige Prozess, d. h. die Ablösung adsorbierter Stoffe vom Sorbenten: Sie werden verdrängt.
Auch die Reaktion der Alkoholen mit Halogenwasserstoffsäuren gehört in die Klasse der Verdrängungsreaktionen.